# AmigaDOS
Vous pouvez aider à l'améliorer ou bien discuter des problèmes sur sa page de discussion.
- Il ne cite pas suffisamment ses sources. Vous pouvez indiquer les passages à sourcer avec {{référence nécessaire}} ou {{Référence souhaitée}}, et inclure les références utiles en les liant aux notes de bas de page. (Marqué depuis septembre 2020)
- Il doit être débarrassé d’une partie de son jargon. Sa qualité peut être largement améliorée en utilisant un vocabulaire directement compréhensible par le plus grand nombre. (Marqué depuis septembre 2020)

- Archive Wikiwix
- Bing
- Cairn
- DuckDuckGo
- E. Universalis
- Gallica
- Google
- G. Books
- G. News
- G. Scholar
- Persée
- Qwant
- (zh) Baidu
- (ru) Yandex
- (wd) trouver des œuvres sur Wikidata

AmigaDOS est la partie du système d'exploitation de l'Amiga qui gère le système de fichiers et l'interface en ligne de commande.

## Syntaxe de la ligne de commande
Voici un exemple de commande courant :
1> DIR df0:
Affiche les fichiers et les répertoires à la racine de la disquette présente dans le lecteur de disquette.
1> DIR SYS: ALL
Le paramètre « ALL » force la commande à montrer l'intégralité du disque. Les fichiers de tous les sous-répertoires sont affichés. « SYS: » est le nom du disque ayant été utilisé pour le démarrage du système d'exploitation.

### Redirection
La sortie d'une commande peut être redirigée vers un fichier, un tube, une imprimante ou n'importe quel autre périphérique.
1> DIR >SPEAK: ALL
Redirige la sortie de la commande « DIR » vers le système de synthèse vocale. Les deux points après « SPEAK » indiquent qu'il s'agit d'un device. Un device désigne généralement un système de fichiers, mais il peut aussi désigner des périphériques particuliers tels que la console, une imprimante ou le système de synthèse vocale.

### Modèle de commande
Les commandes AmigaDOS fournissent un « modèle » des paramètres valides. Cette fonctionnalité fournit une aide succincte.
La commande suivante permet d'obtenir le modèle de la commande « copy » :
1> copy ?
FROM, TO/A, ALL/S, QUIET/S
Cette description indique que l'utilisateur doit utiliser le paramètre TO après le FROM et que celui-ci est obligatoire (/A). Les paramètres ALL et QUIET sont des mots clés optionnels (/S) et changent le résultat de la commande copy (ALL force la copie de tous les fichiers d'un répertoire, QUIET supprime l'affichage des messages).
En lisant ce modèle, l'utilisateur peut déterminer quelle syntaxe est valide pour la commande :
COPY DF0:Filename TO DH0:Directory/Filename

#### Métacaractères
Comme la plupart des autres systèmes d'exploitation, l'AmigaDOS permet l'utilisation de métacaractères.
Voici un exemple d'utilisation avec la ligne de commande :
1> DIR #?.info
Affiche tous les fichiers du répertoire courant qui se terminent par « .info ».
Le métacaractère « ? » signifie « n'importe quel caractère » et le préfixe « # » signifie « n'importe quel nombre d'occurrences ». Cette expression est comparable à l'expression rationnelle « .* ».

## Sensibilité à la casse
AmigaDOS est principalement insensible à la casse. Par exemple, « Dh0: », « DH0: » ou « dh0: » font référence au même disque. Cependant, pour les noms de fichiers et de répertoires, la sensibilité à la casse dépend du système de fichiers utilisé. Cette particularité est très utile, notamment pour le portage des logiciels venant du monde Unix où les noms de fichiers sont sensibles à la casse.

## Systèmes de fichiers
Le premier système de fichiers s'appelait simplement Amiga FileSystem (système de fichiers Amiga), et convenait principalement aux disquettes car il ne permettait pas le démarrage automatique d'un disque dur. Il fut rapidement remplacé par le FastFileSystem (FFS) (système de fichiers rapide), le précédent fut renommé le "Old" FileSystem (OFS) (vieux système de fichiers). Il offrait plus d'espace utile et était plus rapide, d'où son nom.
Les autres systèmes de fichiers tels que FAT12, FAT16, FAT32 de Windows ou ext2 de Linux sont disponibles et facilement installables soit en tant que bibliothèque standard ou extension que l'on peut trouver notamment sur le site Aminet.
D'autres systèmes de fichiers ont été développés par des fabricants indépendant. C'est le cas du Professional File System ou du Smart FileSystem (SFS), un système de fichiers journalisé.